# Kiss Goblin
Kiss Goblin (hangul: 키스요괴, RR: Kiseuyogoe), es una serie web surcoreana transmitida del 28 de julio del 2020 hasta el 3 de septiembre del 2020 a través de la plataforma Naver TV Cast.

## Historia[3]
Ban-sook, es un ser inmortal de 160 años que necesita besar 10 veces a humanos para convertirse en un ser humano. En cada beso, el aprende una emoción humana. La serie web sigue como coexisten un goblin que quiere ser humano y una ser humano que odia a otros seres humanos.

## Reparto

#### Personajes principales
| Actor        | Personaje               | N.º de episodios | Notas |
| ------------ | ----------------------- | ---------------- | --- |
| Bae In-hyuk  | Ban-sook / Kim Keon-woo | 12               | Es un hombre de 160 años con apariencia juvenil y un goblin, que desea ser humano. Ban-sook no tiene emociones y tiene una personalidad grosera. Cuando besa a los humanos, en cada uno de esos besos aprende nuevas emociones.                                   |
| Jeon Hye-won | Oh Yeo-ah               | 12               | Es una joven humana de 21 años. Es una valiente estudiante universitaria que odia a los humanos. Aunque su sueño es vivir una vida ordinaria, siempre termina involucrada en situaciones molestas. En el pasado fue testigo de cómo su novio la estaba engañando. |

#### Personajes secundarios
| Actor        | Personaje     | N.º de episodios | Notas |
| ------------ | ------------- | ---------------- | --- |
| Lee Jung-min | Choi Hee-won  | -                | Es una goblin y la reina de estos, capaz de manejar el fuego. A pesar de tener 1,202 años tiene una apariencia juvenil. Es una mujer elegante y misteriosa, pero torpe. Es la encargada de darle la misión a Ban-sook de besar a los humanos para conocer las emociones. |
| Jang Eui-soo | -             | -                | Es un hombre cruel y frío que se esfuerza en todo. Es un exorcista cuyo destino es el de acabar con los goblins y salvar a la raza humana, por lo que su meta es la de encontrar a Ban-sook y acabar con él.                                                             |
| Moon Ji-yong | Ji Seung-heon | -                | Es un joven humano de 21 años que durante dos años a estado enamorado de Oh Yeo-ah, sin embargo ella no está interesada en él de esa forma. Es un amigo transparente y simple.                                                                                           |
| Lee Se-hee   | Yoon Sul-hee  | -                | Es una joven humana de 21 años, así como la mejor amiga de Oh Yeo-ah. Está enamorada de Ji Seung-heon. |

## Episodios
La serie web está conformada por 12 episodios, los cuales fueron emitidos todos los martes y jueves (KST) a través de NAVER TV y YouTube (Whynot).
Los números en color rojo indican las calificaciones más bajas, mientras que los números en azul indican las calificaciones más altas.
| Episodio | Título                         | Fecha de emisión        | Participación promedio de audiencia | Participación promedio de audiencia | Participación promedio de audiencia |
| Episodio | Título                         | Fecha de emisión        | AGB Nielsen                         | AGB Nielsen                         |                                     |
| Episodio | Título                         | Fecha de emisión        | Nacional                            | Seúl                                |                                     |
| -------- | ------------------------------ | ----------------------- | ----------------------------------- | ----------------------------------- | ----------------------------------- |
| 1        | Coincidental Beginnin          | 28 de julio de 2020     |                                     |                                     |                                     |
| 2        | I Need Comfort (위로가 필요해) | 30 de julio de 2020     |                                     |                                     |                                     |
| 3        | The Reason People are Sad      | 4 de agosto de 2020     |                                     |                                     |                                     |
| 4        |                                | 6 de agosto de 2020     |                                     |                                     |                                     |
| 5        |                                | 11 de agosto de 2020    |                                     |                                     |                                     |
| 6        |                                | 13 de agosto de 2020    |                                     |                                     |                                     |
| 7        |                                | 18 de agosto de 2020    |                                     |                                     |                                     |
| 8        |                                | 20 de agosto de 2020    |                                     |                                     |                                     |
| 9        |                                | 25 de agosto de 2020    |                                     |                                     |                                     |
| 10       |                                | 27 de agosto de 2020    |                                     |                                     |                                     |
| 11       |                                | 1 de septiembre de 2020 |                                     |                                     |                                     |
| 12       |                                | 3 de septiembre de 2020 |                                     |                                     |                                     |
| Promedio | Promedio                       | -                       | -                                   | -                                   |                                     |

## Música
El OST de la serie es distribuido por "Monday Brunch".

### Parte 1
| No. | Intérprete  | Canción           | Letra | Música | Duración |
| --- | ----------- | ----------------- | ----- | ------ | -------- |
| 1   | Rosy (로지) | "My Time"         | -     | -      | -        |
| 2   |             | "My Time" (Inst.) | -     | -      | -        |

## Producción
La serie web también es conocida como "Kiss Ghost".
Y contó con el apoyo de la compañía de producción "Why Not".